# Truyền thống tân tạo

Tartan thị tộc "từ thời cổ xưa" của người Scotland là ví dụ cho truyền thống tân tạo được tạo ra vào thế kỷ 19.

Truyền thống tân tạo hay truyền thống được sáng chế (tiếng Anh: Invented traditions) là các thực hành văn hóa mà được biểu thị hay nhìn nhận cứ như là truyền thống do người dân khởi xướng từ quá khứ xa xưa, nhưng trên thực tế thì lại khá gần đây và thậm chí còn do các tác thể có tính khả nhận diện trong lịch sử chủ ý sáng tạo nên. Khái niệm này được nêu bật trong cuốn sách The Invention of Tradition (Sự sáng chế Truyền thống) năm 1983, biên soạn bởi Eric Hobsbawm và Terence Ranger. Dẫn nhập của Hobsbawm biện luận rằng nhiều "truyền thống" mà "ra vẻ hoặc tuyên bố là lâu đời thì lại hay có nguồn gốc khá là gần đây và đôi khi còn được sáng chế ra nữa." Sự "sáng chế" này được khu biệt khỏi sự "xuất phát" hay "khởi xướng" truyền thống ở chỗ hai thứ kia thì không tuyên bố là mình lâu đời. Hiện tượng này đặc biệt rõ rệt trong sự phát triển dân tộc và chủ nghĩa dân tộc ở thời hiện đại, tạo ra bản sắc quốc gia nhằm xúc tiến sự thống nhất quốc gia, và hợp thức hóa những 'thiết chế' hay những 'thực hành văn hóa' nhất định.

## Áp dụng thuật ngữ và nghịch lý
Khái niệm và thuật ngữ này đã được áp dụng rộng rãi để lý giải các hiện tượng văn hóa kể như Võ thuật Nhật Bản, đồ tartan "huyền thoại cao nguyên" ở Scotland, hay truyền thống của các nhóm tôn giáo lớn. Khái niệm này đã có ảnh hưởng lên việc sử dụng các khái niệm liên quan như khái niệm cộng đồng tưởng tượng của Benedict Anderson, hay hiệu ứng pizza.
Có một ngụ ý của thuật ngữ này đó là sự khu biệt rõ nét giữa "truyền thống" và "hiện đại" thì bản thân nó cũng lại hay được "sáng chế" ra. Khái niệm này "cực kì phù hợp với sự cách tân lịch sử tương đối gần đây: 'dân tộc', cùng với các hiện tượng liên quan đến nó: chủ nghĩa dân tộc, quốc gia dân tộc, biểu tượng quốc gia, lịch sử dân tộc, và các thứ còn lại." Hobsbawm và Ranger nhận xét về cái "nghịch lý lạ lùng mà lại dễ hiểu đấy: các quốc gia hiện đại và tất thảy chướng ngại của chúng đều thường hay tuyên bố là mình không hề có tính mới gì, mà đều bắt nguồn từ thời kì xa xưa nhất cả, và tuyên bố là mình không hề được kiến tạo, mà đều xuất phát từ cộng đồng nhân loại một cách rất 'tự nhiên' cho nên không cần định nghĩa nào khác ngoài sự tự khẳng định cả." Một ngụ ý khác đó là đến cả khái niệm "tính đích thực" (authenticity) thì cũng phải được đặt ra mà nghi vấn lại.

## Phê phán
Nhà phê bình Peter Burke có nhận định rằng " 'sự sáng chế truyền thống' là một cụm từ có tính khuynh đảo hùng hồn", nhưng nó lại "ẩn giấu mấy sự mơ hồ nghiêm trọng". Hobsbawm "phân biệt 'truyền thống tân tạo' với cái mà ông ấy gọi là 'sức mạnh và khả năng thích ứng của truyền thống chính cống'. Nhưng thế thì cái 'khả năng thích ứng' mà ông ấy nói, hay cái tính 'linh hoạt' mà Ranger đồng sự của ông ấy nói thì kết thúc ở đâu, và cái sự sáng chế thì bắt đầu ở đâu? Việc cố gắng phân biệt đối xử đồ cổ 'chính cống' với đồ giả thì có khả thi hay hữu ích không?".
Một người khác là Richard Handler cũng khen ngợi chất lượng cao của tác phẩm đấy nhưng có nêu ra mấy hạn chế: "Mấy sự khu biệt" (giữa truyền thống tân tạo và đích thực) "như thế rốt cuộc phân giải chính chúng trở thành sự khu biệt giữa cái chính cống và cái giả hiệu, một sự khu biệt có lẽ không giữ vững được bởi vì truyền thống nào (hay hiện tượng mang tính biểu tượng nào) thì cũng là do con người tạo ra ('giả hiệu') cả chứ không phải đều do tự nhiên ban cho ('chính cống')."
Chỉ ra rằng "sự sáng chế đòi hỏi phải tụ hợp, bổ sung, và sắp xếp lại các thực hành văn hóa thì trên thực tế truyền thống mới có thể được bảo tồn, được sáng chế, và được tái kiến tạo", Guy Beiner có đề xuất rằng nên đặt thuật ngữ này lại một cách chính xác hơn là "reinvention of tradition" (sự sáng chế lại truyền thống) để biểu thị cho "quá trình sáng tạo có bao hàm việc thay mới, diễn giải lại, và sửa đổi lại".